# 宮下草薙
宮下草薙（みやしたくさなぎ）は、太田プロダクションに所属する日本のお笑いコンビ。

## メンバー
草薙 航基（くさなぎ こうき 1991年〈平成3年〉8月23日 - ）（33歳）
ボケ担当。
静岡県磐田市生まれ、愛知県名古屋市東区出身。
本名、草彅 航基（読み同じ）。

宮下 兼史鷹（みやした けんしょう 1990年〈平成2年〉11月16日 - ）（34歳）
ツッコミ担当。
群馬県佐波郡玉村町出身。

## 略歴
2人とも太田プロエンタテイメント学院東京校芸人コース5期生出身（2013年4月入学、2014年3月卒業）。お互いの第一印象は草薙曰く宮下は「作家さんのダメ出しに食ってかかったことがあるとんがった奴」、宮下曰く草薙は「初めて大勢のみんなの前で挨拶をするその前に緊張をほぐすために酒を飲んできたが、途中で気分が悪くなって退席した」ということで、共に「ヤバい奴」だった。しかしこの時点で、宮下は「こいつは売れる」と直感したという。
宮下は元々ピン芸人志望で、在籍中から宮下草薙の結成までずっとピンで活動。一方で草薙は三度もコンビの結成・解散を繰り返した。草薙が3回目の解散後、本当に芸人を辞めそうな雰囲気に見えたため宮下は「この面白さを世に出さないのはもったいない」と思い、自分がじゃない方芸人になるのを覚悟で2016年1月1日、宮下の方から申し込む形で現在のコンビを結成。なお結成当初はフリーで、2017年12月の時点ではまだ太田プロダクションに仮所属という状態であった。
2018年1月1日（2017年12月31日深夜）放送「ぐるナイおもしろ荘SP」でテレビ初出演、3位に入賞し注目を集める。2人の名前を繋ぎ合わせただけのコンビ名だが、この時点では「今のコンビ名は仮」とコメントしていた。しかし2020年9月現在、宮下は自身のTwitterの自己紹介部分に「コンビ名しっくりきてしまいました」と書いている。
2人は日頃から喧嘩が絶えないという。
2020年1月、初の冠レギュラー番組である『宮下草薙の15分』（文化放送）がスタートした。2024年10月に放送時間が30分に拡大され、番組名も『宮下草薙の30分』に変更された。

## 芸風
主に漫才。草薙がネガティブな思考や妄想を繰り返している所に宮下が「考え過ぎだよ」などと優しくツッコむ、という掛け合いが多い。
舞台での立ち位置は左から「草薙・宮下」となるため、漫才冒頭では宮下が2人それぞれを手で指し示しながら自己紹介する。結成当初は左からコンビ名通りの立ち位置だったが、最初のボケでスベった草薙が「右側の景色が怖くなった」としてネタの途中で立ち位置を勝手に変更して以降、逆になった。
ネタ作り担当は草薙で、草薙の実体験がネタ作りの基礎になっている。結成当初は宮下に直接台本を手渡していたが「（宮下が台本を）読んでいる時の反応が不安」ということから、以降の台本はLINEで送るようにしているという。以前は台本を送るたびに宮下からのダメ出しが多く、ネタを5本書いてそのうち1本しか出せなかったこともあった。
上記の様な話が一連のネタ作りのエピソードとして話されていたが、2020年6月30日の『宮下草薙の15分』（文化放送）にてネタは2人で作っていることが明かされた。

## 賞レースでの成績

### M-1グランプリ
| 年度                   | 結果         | エントリー No. | 敗者復活戦 | 備考 |
| ---------------------- | ------------ | -------------- | ---------- | ---- |
| 2016年（第12回）       | 1回戦敗退    | 1711           |            |      |
| 2017年（第13回）       | 2回戦進出    | 2365           |            |      |
| 2018年（第14回）       | 3回戦進出    | 891            |            |      |
| 2019年（第15回）       | 準々決勝進出 | 675            |            |      |
| 2020年・2021年は不参加 |              |                |            |      |
| 2022年（第18回）       | 3回戦進出    | 4886           |            |      |
| 2023年（第19回）       | 3回戦進出    | 5840           |            |      |
| 2024年（第20回）       | 3回戦進出    | 7338           |            |      |

### その他
- 2018年 - おもしろ荘 第3位
- 2019年 - マイナビ Laughter Night　5月月間チャンピオン[13]
- 2019年 - 第40回ABCお笑いグランプリ 決勝3位
- 2019年 - ツギクル芸人グランプリ 決勝戦1stステージ敗退
- 2020年 - 霜降りバラエティ ちく王 〜最強の乳首王決定戦〜 優勝（草薙）

## 出演
単独出演については草薙航基、宮下兼史鷹を参照。

### テレビ
現在のレギュラー番組
- ラヴィット!（TBSテレビ、2021年4月6日 - ） - 火曜隔週レギュラー → 2021年10月15日から金曜隔週レギュラー
- THE突破ファイル（日本テレビ） - 準レギュラー、再現VTR「草薙アルバイトシリーズ」などに出演。

現在の不定期出演番組
- アメトーーク!（テレビ朝日）
- 宮下草薙のいいジャン!しずおか（静岡放送、2023年 - ）

過去のレギュラー番組
- 爆笑問題のシンパイ賞!! → 爆笑問題&霜降り明星のシンパイ賞!!（テレビ朝日、2019年10月4日 - 2021年9月19日） - 準レギュラー
- スイモクチャンネル（BS-TBS、2020年4月1日 - 2021年9月23日）- 水曜MC
- ヒルナンデス!（日本テレビ、2020年4月3日 - 7月31日）- シーズン芸人（金曜・週替わり）
- しずおか びっくりTV（静岡放送、2022年 - 2023年）- びっくりハンター
- タイチサン!（東海テレビ、2023年1月 -  2024年3月31日）- 準レギュラー

特別番組（MCもしくはメインキャスト）
- フジテレビからの!『宮下草薙のポジティブ学』（フジテレビ、2019年12月28日） - MC、冠番組
- USHIROSUGATA（テレビ東京、2020年2月29日、4月1日） - MC
- THE鬼タイジ（TBS、2021年12月31日・2022年3月19日・12月31日）- プレイヤー・鬼の手先
- ヤゴー! 〜気になるお店に行ってみた〜（広島ホームテレビ、2022年10月18日）- MC
- 宮下草薙トイランド（BSテレ東、2022年11月27日 - 12月18日)(全4回) - 冠番組
- 開催直前!なりきりワールド〜憧れのヒーローたちに大変身〜（TOKYO MX、2023年9月23日） - MC
  - なりきりワールド2024開催記念特番〜大人のための変身ベルト・CSMの世界〜（TOKYO MX、2024年12月7日） - MC

- 宮下草薙の玩具愛好会（TOKYO MX、2024年2月10日 - 3月9日)(全3回) - MC、冠番組

### ラジオ
現在のレギュラー番組
- 宮下草薙の15分（文化放送、2020年1月6日 - ）- 初のレギュラー番組
  - 宮下草薙の60分（2020年2月8日）
  - 宮下草薙の反省会 in ラジオクラウド（ラジオクラウド、2021年2月6日 - 3月27日）

特別番組（MCもしくはメインキャスト）
- 宮下草薙のオールナイトニッポン0（ZERO）（ニッポン放送、2019年3月9日）- パーソナリティ、初冠番組

### ウェブ番組
- チャンスの時間（AbemaTV 2018年10月9日・23日、2019年3月19日、8月7日）

### CM・広告
- メルカリ「メゾン・メルカリ」（2020年）
- 任天堂 Nintendo Switch「ポケットモンスター ソード・シールド エキスパンションパス」（2020年11月27日 - ）[20]
- 放置少女〜百花繚乱の萌姫たち〜（草薙のみ ※和田アキ子と共演）

### ライブ
- 宮下草薙不定期ライブ（2021年11月29日）

## 書籍
- 宮下草薙の不毛なやりとり（2020年1月16日、学研プラス）ISBN 978-4054067523
- 宮下草薙の不毛なやりとり（2021年6月1日、ワン・パブリッシング）ISBN 978-4651200972 - 上記書籍の第2弾